# Australische Cricket-Nationalmannschaft in den West Indies in der Saison 1972/73
Die Tour der australischen Cricket-Nationalmannschaft auf die West Indies in der Saison 1972/73 fand vom 16. Februar bis zum 26. April 1973 statt. Die internationale Cricket-Tour war Bestandteil der Internationalen Cricket-Saison 1972/73 und umfasste fünf Tests. Australien gewann die Serie 2–0.

## Vorgeschichte
Australien spielte zuvor eine Tour gegen Pakistan, für die West Indies war es die erste Tour der Saison.
Das letzte Aufeinandertreffen der beiden Mannschaften bei einer Tour fand in der Saison 1968/69 in Australien statt.

## Stadien
Die folgenden Stadien wurden für die Tour als Austragungsort vorgesehen.
| Stadt         | Land                | Stadion               | Kapazität | Spiele       |
| ------------- | ------------------- | --------------------- | --------- | ------------ |
| Bridgetown    | Barbados            | Kensington Oval       | 11.000    | 2. Test      |
| Georgetown    | Guyana              | Bourda Cricket Ground | 25.000    | 4. Test      |
| Kingston      | Jamaika             | Sabina Park           | 20.000    | 1. Test      |
| Port of Spain | Trinidad und Tobago | Queen’s Park Oval     | 25.000    | 3. & 5. Test |

## Kaderlisten
Die Teams benannten die folgenden Kader.
| Test | Test |
| West Indies | Australien |
| --- | --- |
| - Rohan Kanhai (K) - Inshan Ali - Keith Boyce - Charlie Davis - Uton Dowe - Mike Findlay (wk) - Maurice Foster - Roy Fredericks - Lance Gibbs - Geoff Greenidge - Vanburn Holder - Raphick Jumadeen - Alvin Kallicharran - Clive Lloyd - Deryck Murray (wk) - Lawrence Rowe - Elquemedo Willett | - Ian Chappell (K) - John Benaud - Greg Chappell - Ross Edwards - Jeff Hammond - Terry Jenner - Dennis Lillee - Rod Marsh (wk) - Kerry O’Keeffe - Ian Redpath - Keith Stackpole - Max Walker - Doug Walters |

## Tests

### Erster Test in Kingston
| 16. – 21. Februar Scorecard | Kingston | Australien 428-7d (157) & 260-2d (82) | – | West Indies 428 (124.5) & 67-3 (33) |
|                             |          | Remis                                 |   |                                     |

Australien gewann den Münzwurf und entschied sich als Schlagmannschaft zu beginnen.

### Zweiter Test in Bridgetown
| 9. – 14. März Scorecard | Bridgetown | Australien 324 (131) & 300-2 (119.1) | – | West Indies 391 (152.4) & 36-0 (19) |
|                         |            | Remis                                |   |                                     |

Australien gewann den Münzwurf und entschied sich als Schlagmannschaft zu beginnen.

### Dritter Test in Port of Spain
| 23. – 28. März Scorecard | Port of Spain | Australien 332 (129.1) & 281 (107) | – | West Indies 280 (121.3) & 289 (113.1) |
|                          |               | Australien gewinnt mit 44 Runs     |   |                                       |

Australien gewann den Münzwurf und entschied sich als Schlagmannschaft zu beginnen.

### Vierter Test in Georgetown
| 6. – 11. April Scorecard | Georgetown (BCG) | West Indies 366 (121.2) & 109 (52.3) | – | Australien 341 (135.4) & 135-0 (43) |
|                          |                  | Australien gewinnt mit 10 Wickets    |   |                                     |

Die West Indies gewannen den Münzwurf und entschieden sich als Schlagmannschaft zu beginnen.

### Fünfter Test in Port of Spain
| 21. – 26. April Scorecard | Port of Spain | Australien 419-8d (173) & 218-7d (80) | – | West Indies 319 (111.2) & 135-5 (69) |
|                           |               | Remis                                 |   |                                      |

Australien gewann den Münzwurf und entschied sich als Schlagmannschaft zu beginnen.